# Bete Morreu
Bete Morreu é uma canção da banda brasileira Camisa de Vênus. Gravada, primeiramente, em agosto de 1983 nos Estúdios RCA, em São Paulo, foi lançada no mesmo mês como parte do álbum de estreia da banda, homônimo. Grande sucesso daquele disco, nos anos seguintes, sairia em todos os álbuns ao vivo, coletâneas e álbuns de vídeo lançados pela banda.

## Antecedentes
Após o sucesso do primeiro single, a banda resolver dar um passo a frente e gravar um álbum de estúdio completo. Resolveram em acordo com o empresário Antônio Britto - dono do selo independente que lançou a banda - reservar horário em um estúdio e gravar o material para, depois, tentar vender a matriz para alguma gravadora interessada.

## Gravação e produção
Na preparação para gravar o material, esta música foi uma das 3 canções que foram censuradas, junto com "Rotina" e "Passatempo". A banda chamou José Emílio Rondeau - jornalista e marido de Ana Maria Bahiana, casal que havia sido grande incentivador do conjunto no Rio de Janeiro - para estrear como produtor do disco. As gravações iniciaram-se no final da tarde de um dia e ficaram prontas ao amanhecer do dia seguinte, cerca de 12 horas depois, nos Estúdios RCA, em São Paulo.

## Resenha musical
A faixa "Bete Morreu" foi o maior sucesso radiofônico deste disco, sendo um típico punk rock de ritmo rápido e harmonia e melodia simples, cuja letra foi escrita por Nova a partir de uma notícia de jornal que relatava o estupro e assassinato de uma garota cujo corpo tinha sido encontrado no lixo por um motorista de caminhão.

## Créditos
Créditos dados pelo Discogs e pelo IMMUB.

### Músicos
- Marcelo Nova: Vocal
- Karl Hummel: Guitarra base
- Gustavo Mullem: Guitarra solo
- Robério Santana: Baixo elétrico
- Aldo Machado: Bateria

### Ficha técnica
- Produção fonográfica: NN Discos
- Produção: José Emilio Rondeau
- Assistente de produção: Antônio Britto
- Técnico de gravação: Claudio Coev
- Mixagem: Ricardo Carvalheira (Franjinha) e Reinaldo Cesar de Souza
- Corte e supervisão de áudio: Gilberto Gomes Rosmaninho
- Foto da capa: Edson Santos
- Concepção da capa e encarte: Marla Nova
- Logotipo: Marla Nova e Pete
- Grito em "Bete Morreu": Isis "Bill" Mullem